# Helicochetus laciniatus
Helicochetus laciniatus är en mångfotingart som beskrevs av Carl Graf Attems 1935. Helicochetus laciniatus ingår i släktet Helicochetus och familjen Odontopygidae. Inga underarter finns listade i Catalogue of Life.